# Рив-д'Анден
Рив-д'Анден (фр. Rives d'Andaine) — муніципалітет у Франції, у регіоні Нижня Нормандія, департамент Орн. Рив-д'Анден утворено 1 січня 2016 року шляхом злиття муніципалітетів Ла-Шапель-д'Анден, Кутерн, Женеле i Ален. Адміністративним центром муніципалітету є Ла-Шапель-д'Анден. Населення — 2924 особи (01.01.2021).